# Гейбриъл Бъргмоузър
Гейбриъл Бъргмоузър (на английски: Gabriel Bergmoser) е австралийски драматург, сценарист и писател на произведения в жанра трилър, криминален роман и юношеска литература.

## Биография и творчество
Гейбриъл Бъргмоузър е роден през 1991 г. в Нова Зеландия. Баща му е австралиец, а майка му е новозеландка. Следва сценаристика във Викторианския колеж по изкуствата към университета в Мелбърн и завършва с магистърска степен през 2015 г. Докато следва работи, за да се издържа, и пише пиесите „Вятърни мелници“, „Живот без мен“ и „Роден град“.
След дипломирането си е съосновател на независимата продуцентска компания „Bitten By Productions“. Чрез нея поставя на театралната сцена в Мелбърн с едноактната комедия „Реюнион“ и пиесата „Можем да се справим“. През 2015 г. печели престижната телевизионна награда „Сър Питър Устинов“ за пилотния си сценарий, базиран на пиесата „Вятърни мелници“.
През 2016 г. са поставени пиесите му „Загадката на Лукас“, „Регресия“ и „Критикът“, а през 2017 г. пиесата му „Спрингстийн“. Пиесата му „Герои“ е номинирана за наградата „Кенет Брана“ за нова драматургия няколко награди, включително пет за най-добра продукция и три за най-добър сценарий, на фестивала на VDL One Act Play за 2017 г. Първият му мюзикъл, „Moonlite“ (с оригинални песни на Дан Никсън) е изпълнен като част от фестивала „Midsumma 2018“. Част от пиесите му са отпечатани.
Първият му роман „Boone Shepard“ (Бун Шепърд) от едноименната поредица за юноши е издаден през 2016 г. Главният герой, журналистът Бун Шепърд, използва почивката си за издирване на последните копия на много рядка, много опасна книга, когато редакторът му се обажда със задача да разследва случай на изчезнали хора дълбоко в Шотландските планини.
От 2017 г. ръководи Студио за млади писатели в Мелбърн.
През 2020 г. е издаден трилърът му „Плячка“ от едноименната поредица. Главният герой, мълчаливецът Франк, има малък крайпътен ресторант в отдалечено място, когато отчужденият му син изпраща неочаквано дъщеря си да прекара лятото при него. Времето минава скучно, когато пред ресторанта спира кола, шофирана от тежко ранена жена, а по петите ѝ са мистериозни преследвачи, които от години ловуват безнаказано хора за удоволствие. Скоро те идват, а Франк, внучка му и случайни пътуващи са хванати в капан.
Гейбриъл Бъргмоузър живее в Мелбърн.

## Произведения

### Самостоятелни романи
- The True Colour of a Little White Lie (2021)

### Серия „Бун Шепърд“ (Boone Shepard)
1. Boone Shepard (2016)
2. Boone Shepard's American Adventure (2017)
3. Boone Shepard: The Silhouette and the Sacrifice (2018)

- Boone Shepard and the Californian Catastrophe (2015) – новела

### Серия „Плячка“ (Hunted)
1. The Hunted (2020)
Плячка, изд.: „Сиела“, София (2020), прев. Коста Сивов
2. The Inheritance (2021)

### Пиеси
- Windmills ()
- Life Without Me ()
- Hometown ()
- Reunion (2015)
- We Can Work It Out (2015)
- The Lucas Conundrum (2016)
- Regression (2016)
- The Critic (2016)
- Springsteen (2017)
- Heroes (2017)
- The Trial of Dorian Gray (2019)

### Екранизации
- 2020 The Pact – тв сериал, 3 епизода
- 2020 Pencil Pals – тв сериал, 1 епизод